# Joseph Breinl von Wallerstern

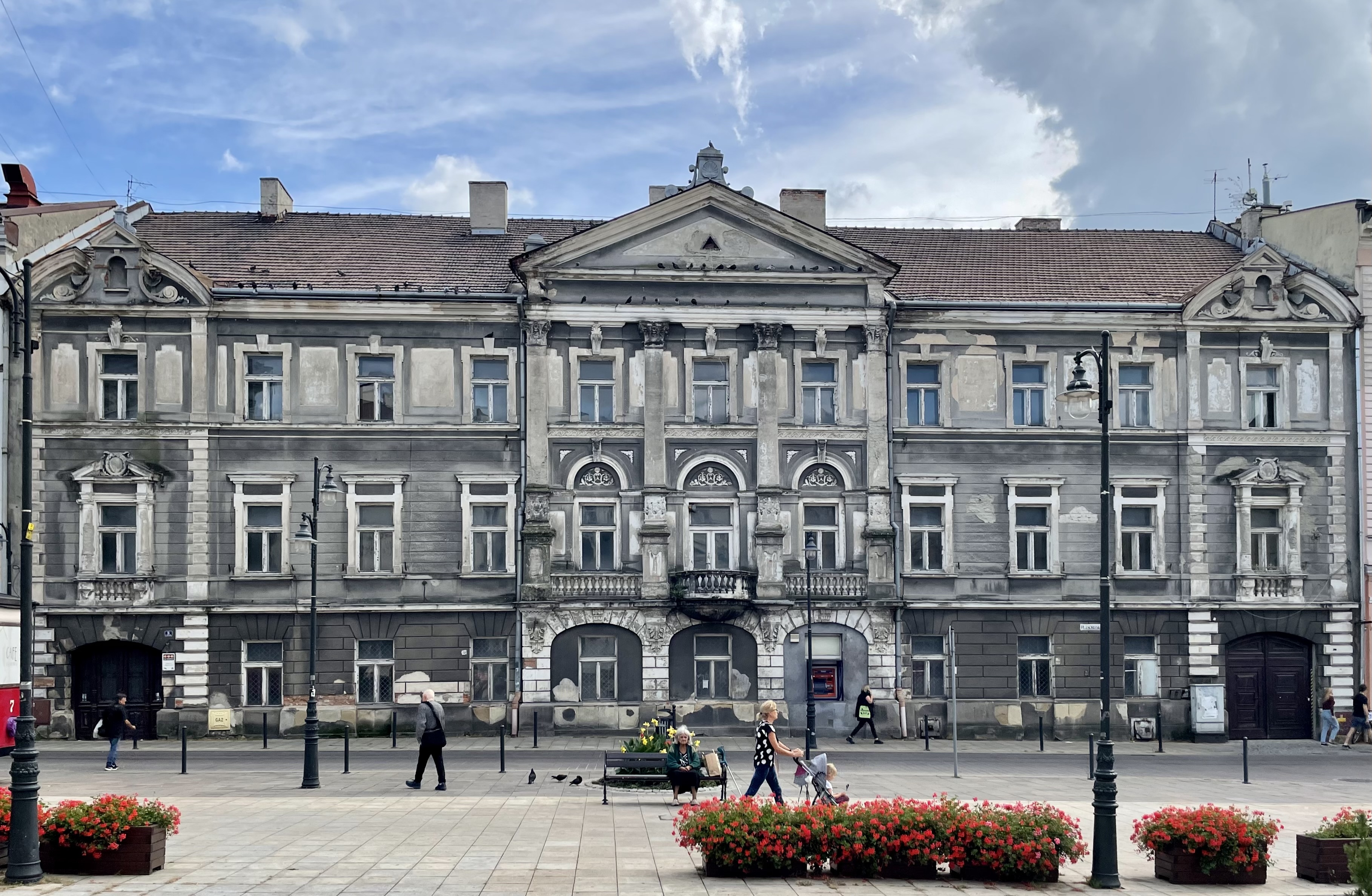
Siedziba władz cyrkułu w Tarnowie. Miejsce urzędowania Józefa Breinla.

Joseph Breinl von Wallerstern (ur. 8 grudnia 1800 w Pradze, zm. 18 stycznia 1869 w Grazu) – austriacki urzędnik, starosta tarnowski w latach 1835–1846. 

## Życiorys
Karierę urzędniczą rozpoczął na stanowisku praktykanta konceptowego przy Gubernium we Lwowie. W latach 1835–1846 pełnił funkcję starosty w Tarnowie. W 1837 był także dyrektorem gimnazjum i studium filozoficznego w Tarnowie.
W 1846 roku krążyła po cyrkule tarnowskim plotka o zbliżającym się powstaniu i planowanym przez szlachtę rzekomym, masowym mordowaniu chłopów i Żydów. Zaniepokojeni dwaj żydowscy piekarze z Ryglic: Mendel Fenchel i Mojżesz Klappholz oraz Izrael Salamon złożyli donos do starostwa. W jego konsekwencji 10 lutego doszło do kilku rewizji i aresztowań na terenie Ryglic. Donosiciele otrzymali od starosty Breinla nagrodę. Aby zapobiec wybuchowi powstania niepodległościowego, Joseph Breinl prowokacyjnie wykorzystał antyszlachecki ruch chłopski w Tarnowskiem i skierował go przeciw ziemiaństwu. W dniu 16 lutego 1846 roku starosta Breinl zwołał na 18 lutego do Tarnowa zebranie wójtów i przedstawicieli chłopstwa. Na spotkaniu gdzie zgromadziło się ok. 70 osób za obietnicę rychłej poprawy ich sytuacji (zniesienie pańszczyzny) polecił, aby rozbrajali powstańców i odsyłali ich żywych lub martwych do siedziby cyrkułu w Tarnowie. Apelując do ludu o pomoc, Breinl utwierdzał go w przekonaniu, że władze nie będą przeszkadzać w rozprawieniu się ze szlachtą.
Po wydarzeniach rzezi galicyjskiej starosta Breinl otrzymał Krzyż Leopolda oraz w 1846 posadę radcy gubernialnego (k. k. Hofrat) w Brnie.
W przeszłości uznawano go za Honorowego obywatela Tarnowa. Kwerenda dowiodła jednak, że Breinl takiego tytułu nigdy nie otrzymał: Gmina Miasta Tarnowa, ani uprzednio istniejące samorządy, nie podjęły takiej uchwały. Nazwisko Breinla nie znalazło się w Księdze Honorowej Obywateli Miasta Tarnowa, nie odnaleziono także dokumentów legitymizujących przyznanie mu takiego honoru w minionych czasach. W związku z kontrowersjami, które narosły wokół tej sprawy, tarnowska Rada Miejska podjęła we wrześniu 2019 roku uchwałę, w której odrzuciła możliwość odebrania Breinlowi tytułu honorowego obywatela w związku z faktem, iż sprawę uznano za niebyłą.